# 唐川 (农学家)
唐川（1910年—2000年），原名唐杰侯，湖南溆浦人，中国农学家、农业科研管理专家。中国农业科学院原副秘书长（1957年－1959年），第三届全国人大代表。

## 生平
1910年3月生于湖南省溆浦县。1935年毕业于国立北平大学农学院，后留校任教。抗日战争期间，曾任长沙群志农商专科学校教师、广西柳州农事试验场任技士。1939年赴延安工作，任陕甘宁边区农校教员兼农场副主任、光华农场农艺组组长、边区建设厅农业科第一副科长等职。1945年8月加入中国共产党。1946年赴中国东北地区工作，历任东北局财经办事处研究员、佳木斯农事试验场场长、东北行政委员会农业处秘书、公主岭农事试验场场长、东北农业科学研究所所长、吉林省农业科学院院长等职。1982年3月任吉林省人民政府顾问。是第三届全国人大代表、吉林省科学技术协会第一至二届副主席、吉林省农学会第一届副理事长、中国农学会第二届常务理事。

## 纪念
2016年9月6日，吉林省农业科学院长春院区举行唐川同志铜像揭幕仪式。